# 斯蒂克爾嶺
63°56′S 57°55′W / 63.933°S 57.917°W
斯蒂克爾嶺（英語：Stickle Ridge）是南極洲的山嶺，位於葛拉漢地的詹姆斯羅斯島，處於聖馬撒灣以西，海拔高度約720米，由英國南極名稱諮詢委員會命名，現時由南極條約體系管理。